# Hjulbäck
Hjulbäck is een plaats in de gemeente Leksand in het landschap Dalarna en de provincie Dalarnas län in Zweden. De plaats heeft 111 inwoners (2005) en een oppervlakte van 61 hectare. De plaats ligt aan het noordelijke stuk van de baai Österviken, de zuidpunt van het meer Siljan. Er is een Hjulbäck een haventje voor plezierschepen, en aan het meer liggen plaatsen die zijn ingericht om er te recreëren. Hjulbäck is ook bekend vanwege de spinnewielen, die er vroeger werden geproduceerd.